# Hermandad del Calvario (Sevilla)
La Hermandad del Calvario es una cofradía católica de Sevilla, Andalucía, España. Tiene su sede canónica en la real parroquia de la Magdalena.
Su nombre completo es Pontificia y Real Hermandad y Cofradía de Nazarenos del Santísimo Cristo del Calvario y Nuestra Señora de la Presentación. Participa en la Semana Santa de Sevilla, realizando su estación de penitencia hacia la Catedral de Sevilla en la madrugada del Viernes Santo.
Es una de las cofradías más austeras de la ciudad, y una de las pocas en las que los nazarenos realizan su estación de penitencia en silencio. Esto contrasta con las hermandades anteriores y posteriores en la carrera oficial: entre la de la Macarena y la de la Esperanza de Triana.

## Historia
Sus orígenes se remontan a 1572, a la par que se crea el ya extinto hospital de Belén. En su origen, se sabe que muchos de sus cofrades eran mulatos que sentían gran devoción por la Inmaculada Concepción. En 1622 estuvo unida a la Hermandad de la Hiniesta, aunque luego se separaron.
La actual cofradía es fruto de la refundación realizada en 1887 en la iglesia de San Ildefonso, como continuadora de la antigua hermandad.
En 1908 se trasladó a la capilla de San Gregorio y, tras un breve período de tiempo, se estableció en su sede actual, la parroquia de la Magdalena (la iglesia del antiguo convento de San Pablo el Real) en 1916, donde continúa hasta el presente.

## Cristo del Calvario

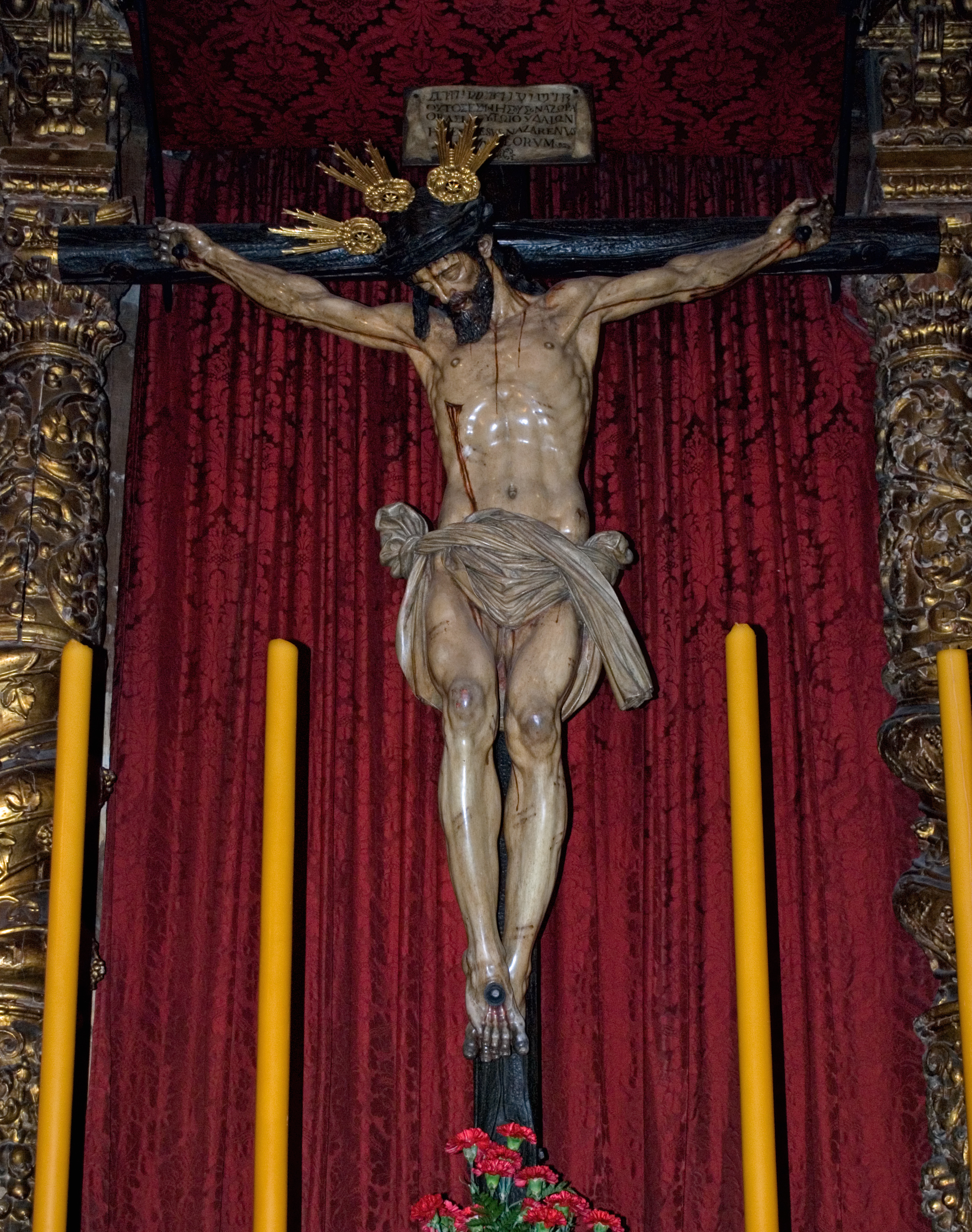
Santísimo Cristo del Calvario

El primer paso representa a Cristo muerto en la cruz. La imagen fue tallada en 1612 por Francisco de Ocampo y restaurada en 1940 y en 1988; lleva potencias en oro de ley. El paso es de estilo neobarroco, en madera de caoba, alumbrado por cuatro hachones de cera color tiniebla.
El capataz del paso es Luis Gómez-Caminero, auxiliado por Pepe López. El paso de Cristo tiene 30 costaleros. 

## Virgen de la Presentación

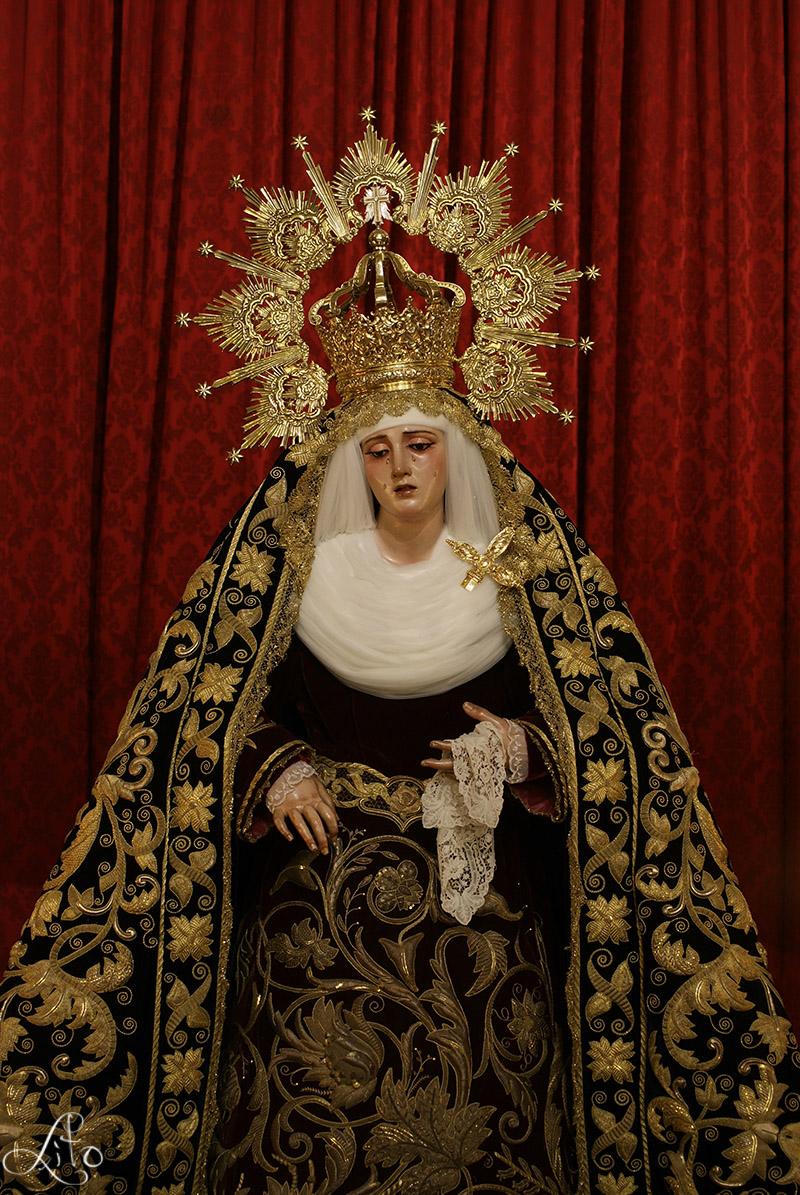
Virgen de la Presentación

El segundo paso de la Hermandad es el palio de la imagen dolorosa con advocación a Nuestra Señora de la Presentación. La imagen fue realizada en el siglo XIX (primera mitad se estima) por (atribuida) Juan de Astorga. Destaca la colocación de sus manos, así como las grandes pestañas postizas que pretenden conferirle realismo a la imagen. Lleva corona de plata dorada y manto realizado en terciopelo azul con bordados en oro, obra del taller de Juan Manuel Rodríguez Ojeda.
El paso de palio tiene parte de su orfebrería en plata de ley, con respiraderos y varales, y el resto de la orfebrería es plateada. Lleva una miniatura de la Inmaculada en plata de ley. El techo de palio es de terciopelo burdeos con bordados en oro, también realizado por Rodríguez Ojeda, y estrenado junto al manto en el año 1916.
El capataz del paso es Diego Salas, auxiliado por Fernando Cañaveral. El paso de palio tiene 30 costaleros.

## Túnicas

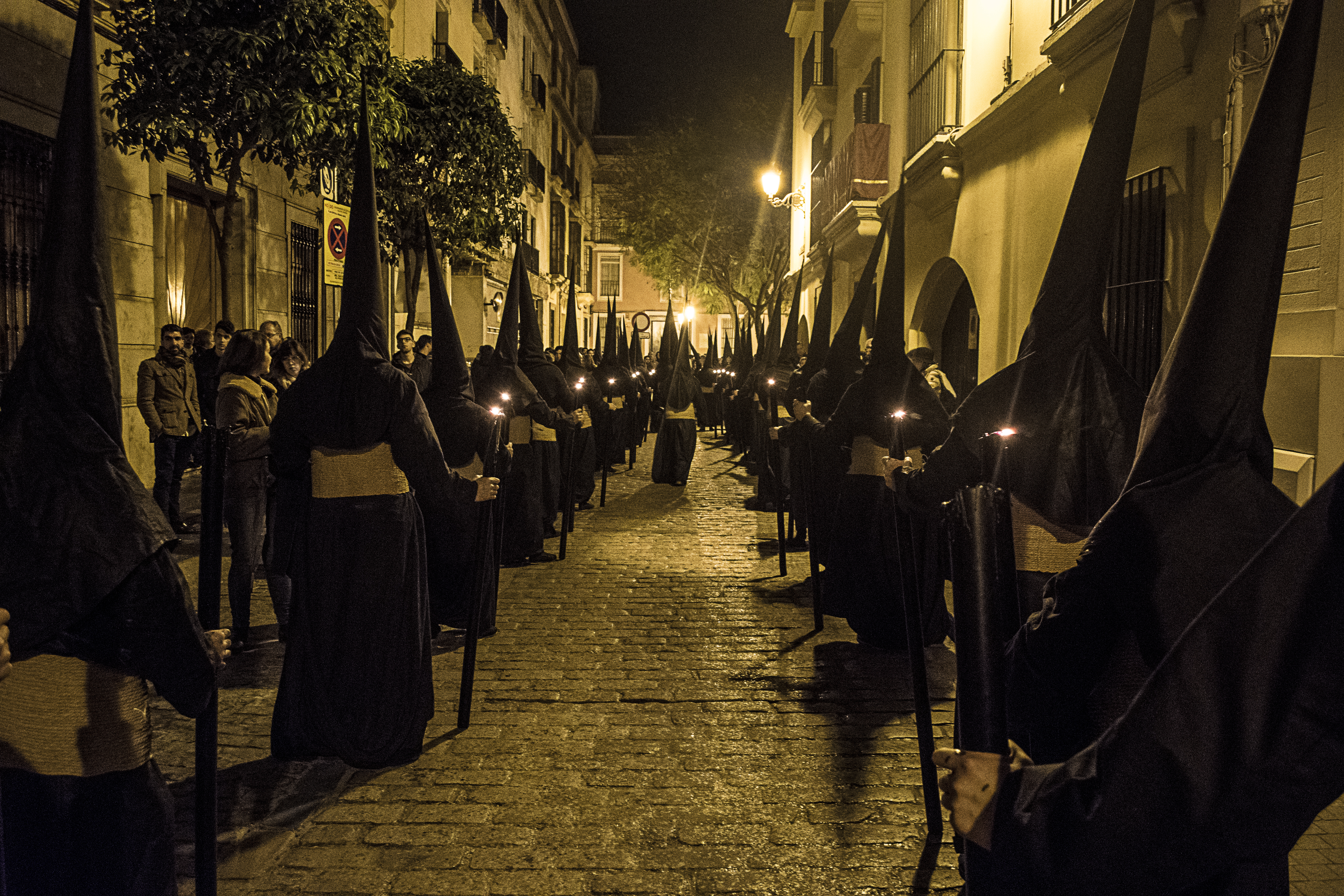
Cortejo de la Hermandad del Calvario, en la Semana Santa de 2018.

Los hermanos nazarenos llevan túnicas de ruan negro y antifaz del mismo color,  cinturón ancho y alpargatas de esparto. Las cuadrillas de hermanos costaleros también calzan alpargatas negras de esparto.

## Paso por la carrera oficial
| Predecesor: La Macarena | Orden de entrada en carrera oficial (La Madrugá) 4º lugar | Sucesor: La Esperanza de Triana |